# Birgit Müller-Wieland

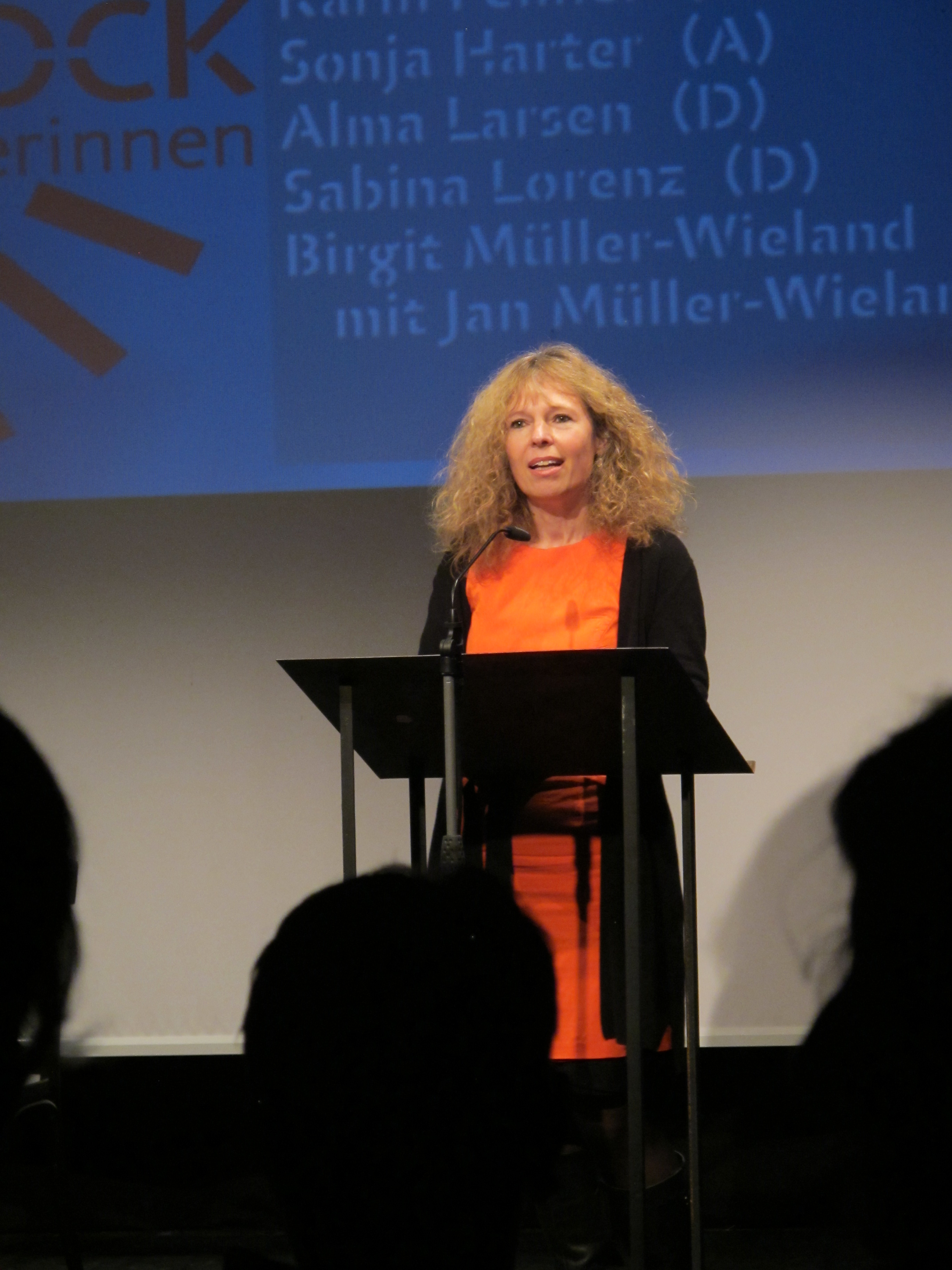
Birgit Müller-Wieland auf dem Schamrock – Festival der Dichterinnen 2014

Birgit Müller-Wieland (* 13. September 1962 als Birgit Feusthuber in Schwanenstadt/Oberösterreich) ist eine österreichische Schriftstellerin.

## Leben
Birgit Müller-Wieland wuchs in Oberösterreich und in der Steiermark auf. Ab 1980 studierte sie Germanistik und Psychologie an der Universität Salzburg. 1989 promovierte sie mit einer Arbeit über Peter Weiss zum Doktor der Philosophie. Anschließend war sie als Literaturwissenschaftlerin, Journalistin und von 1991 bis 1993 als Geschäftsführerin des Dachverbandes Salzburger Kulturstätten tätig. Daneben leitete sie Schreibwerkstätten und Literaturkurse für Jugendliche.
Von 1996 bis 2007 lebte sie als freie Schriftstellerin in Berlin, seither in München.
Sie ist mit dem Komponisten und Dirigenten Jan Müller-Wieland verheiratet. 2000 nahm sie am Ingeborg-Bachmann-Wettbewerb in Klagenfurt teil.
Müller-Wieland ist Verfasserin von Romanen, Erzählungen, Gedichten, Hörspielen und Libretti. Sie ist Mitglied der Grazer Autorenversammlung, der österreichischen IG Autorinnen Autoren und des Verbandes Deutscher Schriftsteller. U. a. erhielt sie folgende Auszeichnungen: 1996 den Rauriser Förderungspreis, 1997 ein Jahresstipendium des Landes Salzburg, 2000 den Harder Literaturpreis, 2001 den Würth-Literaturpreis, 2002 das Adalbert-Stifter-Stipendium des Landes Oberösterreich, ein Stipendium des Berliner Senats und den Reinhard-Priessnitz-Preis. In den Jahren 2007/2008 sowie 2009/2010 wurde ihr das österreichische Staatsstipendium zuerkannt. 2015/16 erhält sie vom Österreichischen Bundeskanzleramt das Projektstipendium für Literatur.
2017 wurde sie mit „Flugschnee“ für den Deutschen Buchpreis nominiert.
Im September 2024 wurde bekanntgegeben, dass sie ab 2025 gemeinsam mit Arno Kleibel die Zeitschrift Literatur und Kritik im Otto Müller Verlag herausgegeben wird.

## Werke
- 1997 Die Farbensucherin. Prosa. Haymon Verlag, Innsbruck.
- 2000 Das Märchen der 672. Nacht. Libretto nach Hugo von Hofmannsthal. Oper von Jan Müller-Wieland. Uraufführung an der Wiener Kammeroper, Deutsche Erstaufführung Juni 2000, Theater Nordhausen.
- 2002 Ruhig Blut. Gedichte. Haymon Verlag, Innsbruck.
- 2005 Das neapolitanische Bett. Roman. Wagenbach Verlag, Berlin.
- 2005 Teilung am Fluß. Text zur visualisierten Linzer Klangwolke. Musik von Peter Valentin. Konzept und Ausführung: lawine torrén.
- 2008 Aventure Faust. Libretto für eine Oper mit Musik von Ligeti/Müller-Wieland. Uraufführung Reaktorhalle München.
- 2009 Wohin auch immer. Erzählungen. Haymon Verlag, Innsbruck.
- 2010 Der kleine Ring. Oper nach Motiven Richard Wagners. Musik von Jan Müller-Wieland. Uraufführung Theater Regensburg.
- 2011 Versprochen, Froschkönig, versprochen. Libretto nach den Gebrüdern Grimm. Musik von Johannes X. Schachtner, Manuela Kerer, Gerhard Müller-Hornbach. Uraufführung Reaktorhalle München.
- 2016 Reisen Vergehen. Gedichte. Otto Müller Verlag, Salzburg
- 2017 Flugschnee. Roman. Otto Müller Verlag, Salzburg, ISBN 978-3-7013-1248-1
- 2021 Vom Lügen und vom Träumen. Roman in sechs Geschichten. Otto Müller Verlag, Salzburg, ISBN 978-3-7013-1283-2
- 2023 Im Blick der beschämten Bäume. Gedichte. Otto Müller Verlag, Salzburg ISBN 978-3-7013-1312-9